# Браун, Лью
Лью Браун (Луис Браунштейн; англ. Lew Brown; 10 декабря 1893, Одесса — 5 февраля 1958, Нью-Йорк) — американский писатель-песенник, автор популярных лирических песен.

## Биография
Луис Браунштейн родился в Одессе. Его семья эмигрировала в Соединённые Штаты Америки в 1898 году и поселилась в Бронксе (Нью-Йорк).
Входил в ассоциацию «Тин Пен Элли», нью-йоркское объединение авторов, композиторов и издателей, крупнейшее творческое объединение в США в сфере популярной музыки конца XIX — начала XX века.
Лев Браун — автор или соавтор нескольких театральных постановок на Бродвее.

## Театральные постановки на Бродвее
- George White’s Scandals of 1925 (1925)
- George White’s Scandals of 1926 (1926)
- Good News (1927)
- Manhattan Mary (1927)
- George White’s Scandals of 1928 (1928)
- Hold Everything! (1928)
- Follow Thru (1929)
- Flying High (1930)
- George White’s Scandals of 1931 (1931)
- Hot-Cha! (1932)
- Strike Me Pink (1933)
- Calling All Stars (1934)
- Yokel Boy (1939)
- Crazy With the Heat (1941)
- Mr. Wonderful (1956)